# Dallia admirabilis
Espèce
Statut de conservation UICN

LC : Préoccupation mineure
Dallia admirabilis est une espèce de poissons d'eau douce de la famille des Umbridae endémique de Russie.

## Répartition et habitat
Dallia admirabilis se rencontre dans la région de Tchoukotka, notamment dans le fleuve Amgouema,.

## Description
Dallia admirabilis est un poisson d'eau douce démersal,. Il appartient à la famille des Umbridae (genre Dallia).
Dallia admirabilis présente un comportement de reproduction sexuée. Comme Dallia pectoralis, il est capable de respirer partiellement de l'oxygène atmosphérique.

## Risque d'extinction et préservation
L'espèce Dallia admirabilis présente un risque d’extinction faible (LC selon l'UICN).

## Classification
Le nom valide complet (avec auteur) de ce taxon est Dallia admirabilis Chereshnev (d), 1980.

## Étymologie
Son épithète spécifique, admirabilis, « étonnante ou miraculeux » selon la traduction anglaise depuis l'original russe, n'a pas d'explication avérée mais pourrait faire référence à sa localité type située à une distance importante de celle de l'espèce type du genre Dallia (Dallia pectoralis). De fait D. admirabilis est l'espèce de Dallia la plus occidentale sur le continent asiatique.

## Publication originale
- (ru) Igor A. Chereshnev et Arkadii V. Balushkin (d), « Новый вид черной рыбы Dallia admirabilis Chereshnev, sp.n. (Umbridae, Esociformes) из бассейна реки Амгуэма (Арктическая Чукотка) » [« Une nouvelle espèce de poisson noir Dallia admirabilis Chereshnev, sp.n. (Umbridae, Esociformes) du bassin de la rivière Amguema (Tchoukotka arctique) »], Voprosy ikhtiologii, Russie, vol. 20, no 6,‎ janvier 1980, p. 800-805 (ISSN 0042-8752).